# Carolina Gynning
Carolina Gynning (n. 6 de octubre de 1978 en Helsingborg) es una ex-top model y presentadora de televisión sueca.

## Biografía
En 1995, comenzó su carrera como modelo a los 17 años de edad. Famosa en Suecia y Noruega por ganar el reality Gran Hermano "edición Suecia / Noruega" en 2004. Es presentador de televisión de TV4 (Suecia).
En 2005 escribió una biografía que fue un superventas Ego Girl en la que explica cómo se convirtió en modelos a 17 años, y tuvo problemas con las drogas, la anorexia y el sexo en el mundo de moda y como salió adelante.

### Vida privada
Gynning viene de una familia artística. Es la hija de Agneta Gynning, una artista, su tío abuelo fue Lars Gynning, un empresario textil que fue pupilo de Isaac Grünewald.
En 2013, Gynning abrió una galería de arte en Malmö.
Gynning vive con Alexander Lydecker. La pareja tiene dos hija, Alicia, nacida en 2012 y Adele, nacida en 2014.

## Imagen
En enero de 2007 Gynning anunció que estaba cansada de sus implantes de pecho y los vendió en eBay con fines benéficos.
El 16 de febrero de 2007 Gynning regresó a su trabajo como presentadora del programa de televisión Förkväll en la que se pudo ver su nueva imagen sin sus implantes mamarios. Como elemento de su pasado, enterró simbólicamente sus implantes en una caja de plexiglás antes de la subastarlos.
|  |  |